# Памятник Н. И. Кузнецову (Екатеринбург)
Па́мятник Н. И. Кузнецо́ву — монумент советскому разведчику, Герою Советского Союза Н. И. Кузнецову в Екатеринбурге авторства скульптора В. Е. Егорова и архитектора Г. И. Белянкина. Открыт 7 мая 1985 года на площади перед Дворцом культуры Уралмашзавода.

## История
Николай Иванович Кузнецов переехал в Свердловск в 1934 году. С 1935 года работал в конструкторском отделе Уралмашзавода, параллельно обучаясь на вечернем отделении Уральского индустриального института и на курсах немецкого языка. Позднее стало известно, что в это время Кузнецов уже состоял на агентурной службе. В 1938 году был направлен в Москву и зачислен в службу внешней разведки. Летом 1942 года в составе отряда Д. Н. Медведева отправился в оккупированную Украину. Кузнецов под видом немецкого обер-лейтенанта Пауля Зиберта добывал ценную информацию, осуществлял операции по уничтожению немецких офицеров. 5 ноября 1944 года Кузнецову было посмертно присвоено звание Героя Советского Союза.
Средства на создание памятника собирались в цехах и отделах Уралмашзавода. Открытие памятника Н. И. Кузнецову авторства скульптора В. Е. Егоров и архитектора Г. И. Белянкина состоялось 7 мая 1985 года на площади перед Дворцом культуры УЗТМ.

## Описание
Бронзовый монумент высотой 12 метров был отлит в 34-м цехе Уралмашзавода. Установлен на гранитном постаменте, отделанном габбро. Кузнецов изображён по пояс в динамичном развороте с развевающимся знаменем за спиной. «Двойная» жизнь разведчика нашла отражение в распахнутом плаще с поднятым воротником. На монументе единственная короткая надпись «Николай Кузнецов». Памятник расположен на площади перед Свердловским областным дворцом народного творчества (бывший Дворец культуры УЗТМ) на пересечении улицы Фестивальной и бульвара Культуры. За памятником разбит сквер.
От памятника Кузнецову начинается 25-километровая экологическая тропа, открытая по инициативе уралмашевского туристского клуба 27 июля 1986 года в честь 75-летия разведчика.